# Высшая школа коммерции
ESCP Business School (École supérieure de commerce de Paris) — европейская бизнес-школа, расположенная в Париже, Лондоне, Берлине, Мадриде, и Турине. Будучи основанной в 1819 году и являясь старейшей бизнес-школой в мире, ESCP представляет себя как «Первую в мире бизнес-школу».

## Описание
Программы ESCP имеют тройную международную аккредитацию - AMBA, EQUIS, и AACSB. Выпускниками школы являются многие значительные деятели бизнеса и политики, в том числе Патрик Томас (Patrick Thomas) (CEO Hermès, бывший премьер-министр Франции, Жан-Пьер Раффарин и член Европейской комиссии по вопросам внутреннего рынка и сферы услуг Мишель Барньер (Michel Barnier).
Согласно рейтингу Financial Times в 2012 школа занимала 2 место в мире по программе Master in Management и 21 место по программе Executive MBA. Ежегодно на общих и специализированных программах по менеджменту в ESCP обучаются 4000 студентов и 5000 менеджеров из 90 различных стран. Сеть выпускников школы насчитывает 40000 человек из 150 стран и 200 национальностей.

## История
Основанная в 1819 году, ESCP была создана группой учёных в области экономики и бизнесменами, включая известного экономиста Жан-Баптиста Сэя (Jean-Baptiste Say) и предпринимателя Виталя Ру (Vital Roux). Так было положено начало первой в мире бизнес-школы. Школа базировалась на модели Эколь Политекник и постепенно росла и обретала влияние в 19 веке. В 1859 году, школа сменила свой парижский адрес на новый: авеню Республики, 79 (79 avenue de la République) в 11 м округе Парижа. Этот адрес сохраняется за ней и по сей день.
Начиная с самого своего основания, школа всегда была международной: уже в выпуске 1824 года из 118 студентов насчитывалось около 30 % иностранцев. Из них: 7 студентов из Испании, 2 студента с Кубы, 5 студентов из Бразилии, 5 студентов из Голландии, 4 студента из Германии, 2 студента из Греции, 2 студента из Португалии, 2 студента из Америки, 2 студентов с Чили, 1 студент из Савойи, 1 из Италии, 1 из Швеции, 1 студент из России и 1 студент с Гаити. Лингвистическое образование было важной частью первоначальной программы и включало, кроме французской грамматики, также курсы на английском, немецком и испанских языках.
В 1873 году была создана ассоциация выпускников школы. В 1921 году, ESCP отпраздновала свой 100 юбилей, перенесённый из-за кризиса Первой Мировой войны в обширные аудитории Сорбонны.
Кампусы ESCP в Великобритании в Оксфорде (сейчас в Лондоне) и Германии в Дюссельдорфе (сейчас в Берлине) были открыты в 1973 году. В 1988 году было открыт кампус в Испании в Мадриде, а в 2004 году — в Италии в Турине. В 1984 году ESCP перенесла кампус из Дюссельдорфа в Берлин, а в 2005 году — свой Оксфордский кампус в Лондон.

## Программы

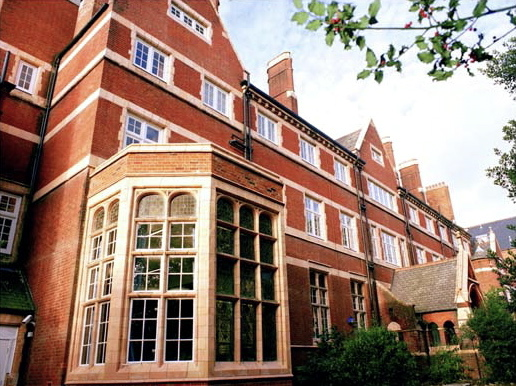
ESCP кампус в Лондоне

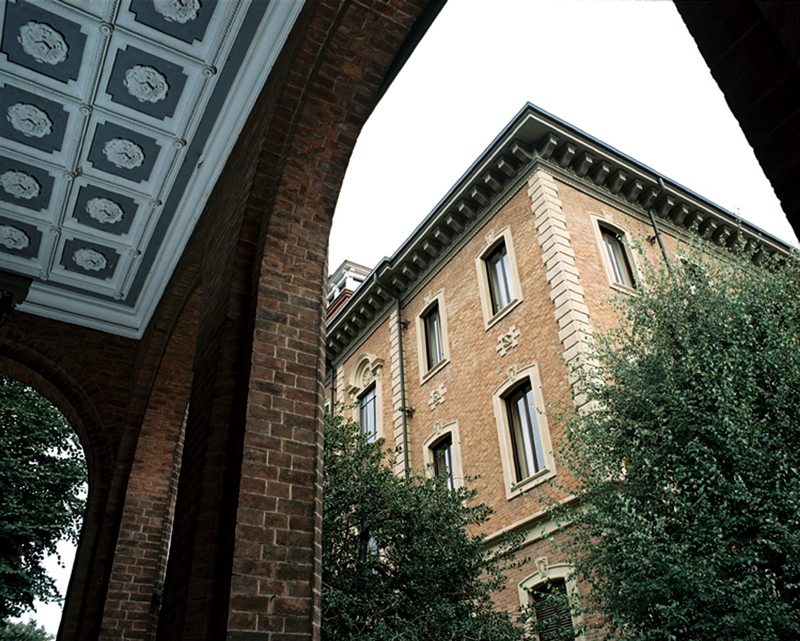
ESCP кампус в Турине

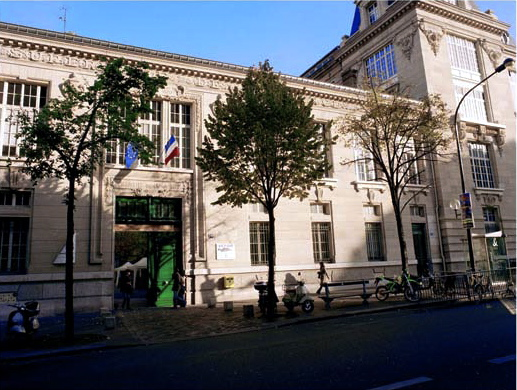
ESCP кампус в Париже

### Программа Master in Management
Программа Master in Management предназначена для студентов без опыта работы, отбираемых на конкурсной основе. На этой двухлетней программе обучаются 800 студентов. Дополнительный год подготовки к этой программе (pre-Master year) предлагается для студентов, ещё не имеющих степень бакалавра, но уже закончивших как минимум два курса университета. В целом, на программе обучаются студенты 70 различных национальностей.
Студенты этой программы имеют право выбора обучаться в Париже, Лондоне, Берлине, Мадриде или Турине. В рамках общей программы по менеджменту, они также имеют возможность выбора из более чем 20 различных специальностей и 150 курсов. Студенты также имеют право получить дополнительные следующие дипломы и степени:
- Diplôme Grande Ecole — Master in Management,
- European Master of Science in Management от Лондонский городской университет (Лондон),
- German Master of Science (M.Sc.),
- Laurea Magistrale in Economia,
- Graduado de Universidad Carlos III.

ESCP также имеет договоры о двойных дипломах с лучшими университетами мира. Студенты таких программ получают степень Master in Management от ESCP, а также соответствующую степень их родного университета.
Согласно рейтингу Financial Times программа Master in Management от ESCP занимала 2е место в мире в 2008 году. В 2010 году она поднялась на 1е место, а её средний рейтинг за последние три года был на 2 м месте в мире.

### Программа Master in Finance
Программа Master in Finance занимает 7-е место согласно рейтингу Financial times. Студентам предлагается пройти обучение на двух языках, французском и английском. Программа занимает 1 год, с полугодичной стажировкой, начиная с апреля. Обучение также проходит в двух кампусах — Париже и Лондоне.

### Программа Master in European Business
Созданная по принципу MBA, программа Master in European Business (MEB) является однолетней программой в области общего менеджмента на уровне Мастер. Эта программа акцентирована на прагматическом подходе в менеджменте. Программа предназначена для студентов, имеющих степень бакалавра в любой, отличной от бизнеса, дисциплине (в области инженерных, гуманитарных, медицинских или юридических наук). Предварительный двухлетний опыт работы для студентов этой программы является весьма желательным. Отбор студентов на программу происходит на основании их академических и профессиональных мандатов, а также успешного прохождения интервью и вербально-логических тестов (GMAT и SHL). Программа имеет международную ориентацию: в 2008/2009 годах на программе обучались студенты 39 национальностей.
Программа MEB преподаётся на протяжении двух семестров, и каждый семестр проходит в различных кампусах (выбираемых из Парижа, Лондона, Мадрида, Берлина и Турина). Также, существуют договоры с университетами-партнерами школы, где студенты могут провести семестр и получить двойную степень:
- The TEC de Monterrey в Мексике,
- The Asian Institute of Technology в Таиланде,
- The MDI Gurgaon в Индии,
- Высшая школа экономики в России.

### Программа Executive MBA
Программа Executive MBA была оценена 15й в мире (на октябрь 2010 года) и 9й в Европе согласно рейтингу Financial Times.
Financial Times также оценивает программу Executive MBA как:
- 1ую в мире в категории развития карьеры (career progression);
- 3ю в мире в категории содержательности международных курсов (international course content);
- 5ую в мире в категории международного состава студентов (international student body);

### Программы Specialized Masters
Full-time Specialized Masters
Всего насчитывается 18 различных программ Specialized Masters. Они предназначены для студентов со степенью бакалавра или первой ступенью Мастера. Зачисление на данные программы осуществляется по результатам вступительных экзаменов на конкурсной основе.
Executive Specialized Masters
ESCP предлагает 8 различных программ Executive Specialized Masters.

### Программы Executive Education
ESCP также предлагает несколько интенсивных модулей обучения для административных работников (executives) на так называемых «программах открытого зачисления» (open enrollment programmes). Эти программы предназначены для обучения работников компаний на различных интенсивных модулях, длящихся от нескольких дней до нескольких недель и включающих широкий спектр таких бизнес-направлений, как Business 2.0, Supply Chain Management и пр. Эти программы имеют гибкую структуру и специально адаптированы для конкретных нужд компаний и организаций.

### Программа Ph.D.
Целью Ph.D. программы ESCP, проходящей в Париже или в Берлине, является подготовка высококлассных исследователей, профессоров и консультантов в области менеджмента (Management Science). Выпускники программы являются потенциальными работниками для высших школ менеджмента (Grandes Écoles) во Франции, а также для университетов и международных компаний.
Отбор студентов на PhD программe проходит на конкурсной основе и допускает лишь ограниченное число участников. Некоторые студенты могут получить статус научного сотрудника (Research Assistant) и получать финансирование в течение всего срока их диссертации.